# Festung Schwilo

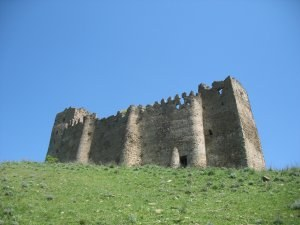
Festung Schwilo (Westansicht)

Die Festung Schwilo (Aussprache [sχvɪlɔ]; georgisch სხვილო, სხვილოს ციხე) ist eine mittelalterliche Festung in der georgischen Region Innerkartlien, in der Munizipalität Kaspi. Sie befindet sich vier Kilometer (Luftlinie) südöstlich der Ortschaft Mskhlebi, auf dem Gipfel eines kegelförmigen Berges und ist eine Landmarke in der landwirtschaftlich geprägten Region.
Die heutige Festung wurde im 14. Jahrhundert errichtet. Der Bau der Festung ist mit der Geschichte der mittelalterlichen georgischen Feudalfamilie Sewdginidse (georgisch ზევდგინიძე) verbunden. In der Festung befand sich eine Residenz dieses Familienclans. Um die Wende zum 17. Jahrhundert verlor die Familie ihr Interesse an dieser Residenz und bevorzugte den Ort  Kwemo Tschala (georgisch ქვემო ჭალა). Von da ab diente die Festung Schwilo noch als Wehrbau zum Schutz der umliegenden Dörfer.
Die noch relativ gut erhaltene Anlage hat eine Grundfläche von etwa 45 × 20 m, sie ragt mit drei bis vier Stockwerk hohen Mauern (etwa 10 m) über den Baugrund auf. Die Mauerstärke beträgt drei bis vier Meter am Boden. Auf der Westseite befinden sich zwei, auf der Ostseite vier halbkreisförmige Bastionen, die aus der Mauerfront stützpfeilerartig hervortreten. Der einzige Zugang befand sich auf an der Südwestseite. Im winzigen Innenhof hinter dem Tor versperrte eine weitere Hofmauer den Durchgang zu den dahinterliegenden Gebäuden. Im Norden befindet sich der Bergfried als Wachturm, ein zweiter, aber auf Mauerhöhe reduzierter Turm steht an der Südseite der Anlage. Zwischen beiden Türmen befinden sich die an die Wehrmauer angelehnten Wohngebäude und ein ursprünglich als Kirche dienendes Bauwerk.